# Staniewice
Staniewice (kaszb. Stanéjce, niem.: Stemnitz) – wieś w Polsce położona w województwie zachodniopomorskim, w powiecie sławieńskim, w gminie Postomino.
W miejscowości ma remizę jednostka Ochotniczej Straży Pożarnej włączona do krajowego systemu ratowniczo-gaśniczego.
W latach 1975–1998 miejscowość administracyjnie należała do województwa słupskiego.